# Friedrich Julius Heinrich Ruhstrat
Friedrich Julius Heinrich Ruhstrat (* 27. April 1854 in Oldenburg; † 20. Juni 1916 ebenda) war ein deutscher Jurist und Oldenburgischer Staatsminister.

## Biografie
Ruhstrat wurde in eine Familie mit langer Tradition für leitende Positionen in der Verwaltung des Großherzogtums Oldenburg hineingeboren. Bereits Ruhstrats Vater Friedrich Andreas Ruhstrat (1818–1896) war Oldenburgischer Staatsminister und seine Großväter waren Geheimer Hofrat bzw. Geheimer Staatsrat.
Nach dem Schulbesuch am Gymnasium Oldenburg studierte er Rechtswissenschaften an der Friedrich-Schiller-Universität Jena sowie der Universität Leipzig. Während seines Studiums wurde er 1873 Mitglied der Burschenschaft Germania Jena. 1877 wurde er in den Justizdienst des Großherzogtums Oldenburg übernommen und trat seine erste Stelle als Auditor an. 1880 wurde er zum Amtsassessor ernannt und gelangte als Sekretär und Hilfsarbeiter 1881 in das Staatsministerium, wo er bis 1889 mehrere Aufsätze über Bewässerungs- und Sielangelegenheiten im Amt Butjadingen verfasste.
1890 wurde er zum Finanzrat und Vortragenden Rat im Finanzministerium befördert. 1891 wechselte er als Vortragender Rat in das Innenministerium und erhielt 1899 den Titel eines Oberregierungsrats. Nach dem Rücktritt des Ministers Jansen wurde er 1900 als Mitglied des Staatsministeriums und als Geheimer Staatsrat zum Vorstand des Finanzministeriums berufen. 1902 erhielt er schließlich auch den Ministertitel. Den Vorsitz im Staatsministerium erhielt er 1908 als Nachfolger von Wilhelm Friedrich Willich. 1916 wurde er zur Disposition gestellt, das Amt des Staatsministers übernahm Ruhstrats Vetter 1. Grades Franz Friedrich Paul Ruhstrat (1859–1935).

## Familie
Ruhstrat war seit 1882 verheiratet mit Dorothea Margarethe Ferdinanda Mathilde geb. Meyer (1862–1944), der Tochter eines Pastors und Schwester des Geheimen Kabinettsrats und Staatsrats Heinrich Georg Theodor Elimar Meyer (1866–1923).
Das Paar hatte zwei Kinder, darunter der spätere Ministerialrat Friedrich Ruhstrat (1886–1969).

## Schriften
- Die Vereinigung der ehemaligen Stollhammer, Eckwarder und Fedderwarder Sielachten zu einer Sielacht und die Erbauung des jetzigen Fedderwarder Siels. In: Zeitschrift für Verwaltung und Rechtspflege. Ausgabe 16. 1889.
- Der jetzige Stand der Zuwässerungsfrage für den Amtsbezirk Butjadingen. Ebd.
- Die Bestrebungen zur Herstellung einer Zuwässerung für den nördlichen Teil des Amtes Butjadingen in den Jahren 1815-1875. Ebd.
- Die Herstellung einer Zuwässerung für einen Teil der Butjadinger Sielacht durch die Sielzüge der Abbehäuser Sielacht. Oldenburg. 1889.
- Die Vereinigung der Flagbalge mit der Butjadinger Sielacht. Oldenburg. 1889.